# Paspalum soukupii
Paspalum soukupii là một loài thực vật có hoa trong họ Hòa thảo. Loài này được E.Carbono mô tả khoa học đầu tiên năm 1995.